# Championnat du Venezuela de football 1999-2000
Navigation
Saison 1998-1999 Saison 2000-2001
La saison 1999-2000 du championnat du Venezuela de football est la quarante-quatrième édition du championnat de première division professionnelle au Venezuela et la quatre-vingtième saison du championnat national.
Le championnat s'articule en deux tournois saisonniers. Chaque tournoi voit les équipes engagées s'affronter deux fois, à domicile et à l'extérieur. À l'issue de ces deux tournois, un classement cumulé est mis en place afin de déterminer les quatre équipes qualifiées pour la Liguilla. Il n'y a pas de relégation car la saison prochaine démarre par la Copa Venezuela, qui est disputée par seize clubs.
C'est le Deportivo Táchira qui remporte la compétition, après avoir remporté les deux tournois saisonniers puis terminé en tête de la Liguilla, avec huit points d'avance sur le tenant du titre, le Deportivo Italchacao et neuf sur Estudiantes de Mérida. C'est le cinquième titre de champion de l'histoire du club.
Deux changements ont lieu durant l'intersaison :
- L'UA Táchira change de nom et devient le Deportivo Táchira.
- L'Internacional de Lara est relocalisé à El Vigía et reprend le nom d'Atlético El Vigía.

## Les clubs participants
| - Deportivo Italchacao - Caracas FC - Mineros de Guayana - Atlético El Vigía - Llaneros FC - Promu de Segunda A - Zulianos FC | - Trujillanos FC - Promu de Segunda A - ULA Mérida - Estudiantes de Mérida - Deportivo Táchira - Carabobo FC - Nacional Táchira |

## Compétition
Le barème utilisé pour établir les différents classements est le suivant :
- Victoire : 3 points
- Match nul : 1 point
- Défaite : 0 point

### Torneo Apertura
| Rang | Équipe                | Pts | J  | G  | N | P  | Bp | Bc | Diff |
| ---- | --------------------- | --- | -- | -- | - | -- | -- | -- | ---- |
| 1    | Deportivo Táchira FC  | 46  | 22 | 13 | 7 | 2  | 36 | 19 | +17  |
| 2    | Estudiantes de Mérida | 43  | 22 | 13 | 4 | 5  | 50 | 24 | +26  |
| 3    | Deportivo ItalchacaoT | 41  | 22 | 11 | 8 | 3  | 32 | 18 | +14  |
| 4    | Caracas FC            | 35  | 22 | 9  | 8 | 5  | 41 | 33 | +8   |
| 5    | Mineros de Guayana    | 30  | 22 | 8  | 6 | 8  | 31 | 33 | -2   |
| 6    | Trujillanos FCP       | 29  | 22 | 7  | 8 | 7  | 31 | 28 | +3   |
| 7    | Zulianos FC           | 28  | 22 | 7  | 7 | 8  | 35 | 27 | +8   |
| 8    | ULA Mérida            | 27  | 22 | 7  | 6 | 9  | 34 | 37 | -3   |
| 9    | Nacional Táchira      | 22  | 22 | 5  | 7 | 10 | 19 | 36 | -17  |
| 10   | Atlético El Vigía     | 22  | 22 | 6  | 4 | 12 | 32 | 51 | -19  |
| 11   | Carabobo FC           | 19  | 22 | 4  | 7 | 11 | 23 | 41 | -18  |
| 12   | Llaneros FCP          | 15  | 22 | 2  | 9 | 11 | 28 | 45 | -17  |

|  | Vainqueur du tournoi Apertura |

### Torneo Clausura
| Rang | Équipe                | Pts | J  | G  | N | P  | Bp | Bc | Diff |
| ---- | --------------------- | --- | -- | -- | - | -- | -- | -- | ---- |
| 1    | Deportivo Táchira FC  | 48  | 22 | 14 | 6 | 2  | 40 | 13 | +27  |
| 2    | Deportivo ItalchacaoT | 43  | 22 | 13 | 4 | 5  | 35 | 18 | +17  |
| 3    | Caracas FC            | 42  | 22 | 12 | 6 | 4  | 38 | 19 | +19  |
| 4    | Carabobo FC           | 36  | 22 | 10 | 6 | 5  | 24 | 15 | +9   |
| 5    | Estudiantes de Mérida | 34  | 22 | 10 | 4 | 8  | 30 | 29 | +1   |
| 6    | ULA Mérida            | 29  | 22 | 9  | 2 | 11 | 28 | 26 | +2   |
| 7    | Mineros de Guayana    | 25  | 22 | 7  | 4 | 11 | 26 | 33 | -7   |
| 8    | Zulianos FC           | 23  | 21 | 5  | 8 | 8  | 24 | 33 | -9   |
| 9    | Atlético El Vigía     | 22  | 22 | 5  | 6 | 11 | 25 | 36 | -11  |
| 10   | Llaneros FCP          | 21  | 22 | 5  | 6 | 11 | 25 | 45 | -20  |
| 11   | Nacional Táchira      | 20  | 22 | 4  | 8 | 10 | 17 | 31 | -14  |
| 12   | Trujillanos FCP       | 18  | 22 | 4  | 6 | 12 | 21 | 35 | -14  |

|  | Vainqueur du tournoi Clausura |

### Classement cumulé
| Rang | Équipe                 | Pts | J  | G  | N  | P  | Bp | Bc | Diff |
| ---- | ---------------------- | --- | -- | -- | -- | -- | -- | -- | ---- |
| 1    | Deportivo TáchiraAp Cl | 94  | 44 | 27 | 13 | 4  | 76 | 32 | +44  |
| 2    | Deportivo ItalchacaoT  | 84  | 44 | 24 | 12 | 8  | 67 | 36 | +31  |
| 3    | Estudiantes de Mérida  | 77  | 44 | 23 | 8  | 13 | 80 | 53 | +27  |
| 4    | Caracas FC             | 77  | 44 | 21 | 14 | 9  | 79 | 52 | +27  |
| 5    | ULA Mérida             | 56  | 44 | 16 | 8  | 20 | 62 | 63 | -1   |
| 6    | Mineros de Guayana     | 55  | 44 | 15 | 10 | 19 | 57 | 66 | -9   |
| 7    | Carabobo FC            | 55  | 43 | 14 | 13 | 16 | 47 | 56 | -9   |
| 8    | Zulianos FC            | 51  | 43 | 12 | 15 | 16 | 59 | 60 | -1   |
| 9    | Trujillanos FCP        | 47  | 44 | 11 | 14 | 19 | 52 | 63 | -11  |
| 10   | Atlético El Vigía      | 43  | 44 | 11 | 10 | 23 | 57 | 87 | -30  |
| 11   | Nacional Táchira       | 42  | 44 | 9  | 15 | 20 | 36 | 67 | -31  |
| 12   | Llaneros FCP           | 36  | 44 | 7  | 15 | 22 | 53 | 90 | -37  |

|  | Qualification pour la Liguilla |

### Liguilla
| Rang | Équipe                | Pts | J | G | N | P | Bp | Bc | Diff |
| ---- | --------------------- | --- | - | - | - | - | -- | -- | ---- |
| 1    | Deportivo Táchira +2  | 15  | 6 | 4 | 1 | 1 | 7  | 3  | +4   |
| 2    | Deportivo ItalchacaoT | 7   | 6 | 1 | 4 | 1 | 4  | 4  | 0    |
| 3    | Estudiantes de Mérida | 6   | 6 | 1 | 3 | 2 | 5  | 6  | -1   |
| 4    | Caracas FC            | 4   | 6 | 0 | 4 | 2 | 5  | 8  | -3   |

|  | Qualification pour la Copa Libertadores 2001 |
|  | Qualification pour la Copa Merconorte 2000   |

- Le Deportivo Táchira démarre la Liguilla avec un bonus de 2 points en tant que vainqueur des tournois Apertura et Clausura.

## Bilan de la saison
| Championnat du Venezuela de football 1999-2000 |                              |
| Champion                                       | Deportivo Táchira (5e titre) |
| Coupes et trophées                             |                              |
| Vainqueur de la Coupe du Venezuela 1999-2000   | Non disputée                 |
| Qualifications continentales                   |                              |
| Copa Libertadores 2001                         | Deportivo Táchira            |
| Copa Libertadores 2001                         | Deportivo Italchacao         |
| Copa Merconorte 2000                           | Estudiantes de Merida        |
| Promotions et relégations                      |                              |
| Promus en Primera División                     | Aucun                        |
| Relégués en Segunda A                          | Aucun                        |